# Lufthansa
A Deutsche Lufthansa (pronúncia em alemão: [ˌdɔʏtʃə ˈlʊfthanza]), comumente abreviado para Lufthansa (alemão: [ˈlʊftˌhanza] (escutarⓘ)), é uma empresa alemã de aviação, que opera no transporte aéreo de passageiros, com logística para manutenção, reparo e operação, fornecendo também serviços de TI. O Grupo Lufthansa inclui mais de 400 subsidiárias e empresas associadas.
Quando combinada com suas subsidiárias, ela é a segunda maior companhia aérea da Europa em termos de passageiros transportados, depois da Ryanair, companhia aérea de custo ultrabaixo, a maior da Europa e a quarta maior do mundo em termos de receita. A Lufthansa também é um dos cinco membros fundadores da Star Alliance, que é a maior aliança de companhias aéreas do mundo, formada em 1997. O Grupo Lufthansa transportou 104,5 milhões de passageiros em 2013 e ocupa a nona posição das maiores companhias aéreas do mundo.

## História
Nos anos 1920, período em que a Europa ainda sofria as consequências da Primeira Guerra Mundial, ainda se era muito esperado o fato de poder voar em uma aeronave na qual o clima, como a chuva, e as estações, como o inverno, não atrapalhasse em nada, nas viagens dos passageiros. As viagens eram realizadas, de preferência, sobre as linhas ferroviárias durante a luz do sol, sem comunicação via rádio. A aviação da Alemanha, possuía um número pequeno de companhias aéreas, e dessas poucas, restaram duas companhias, a Deutscher Aero Llyod, e a Junkers Luftverkehr. Então, as únicas duas companhias aéreas vigentes na Alemanha, resultaram na Deutsche Luft Hansa, no dia 6 de janeiro de 1926.

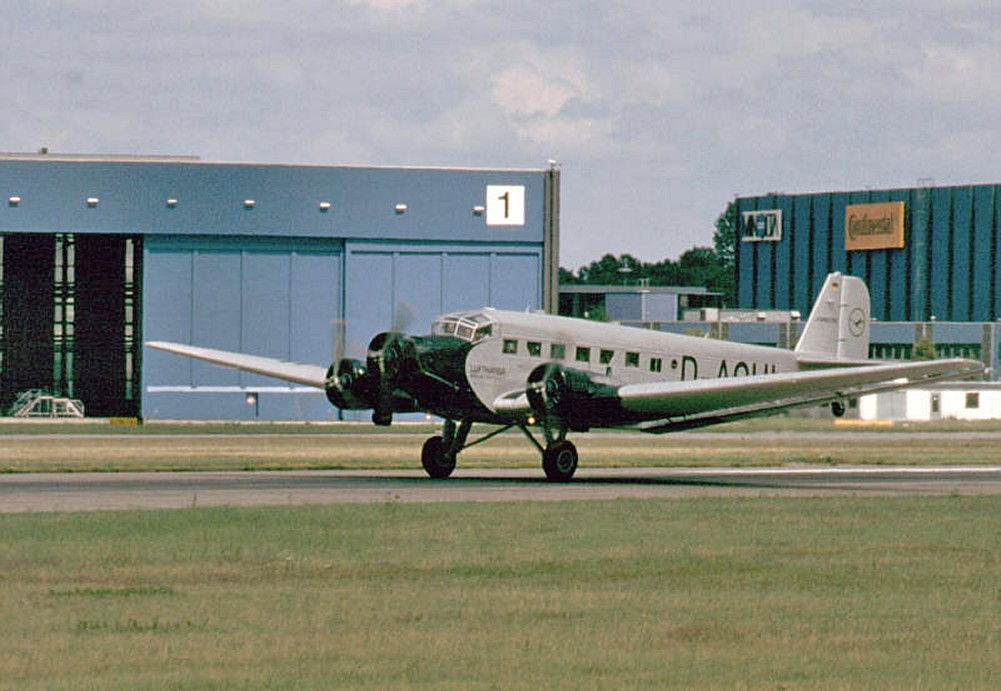
O avião Junkers Ju 52 da Lufthansa, em Langenhagen.

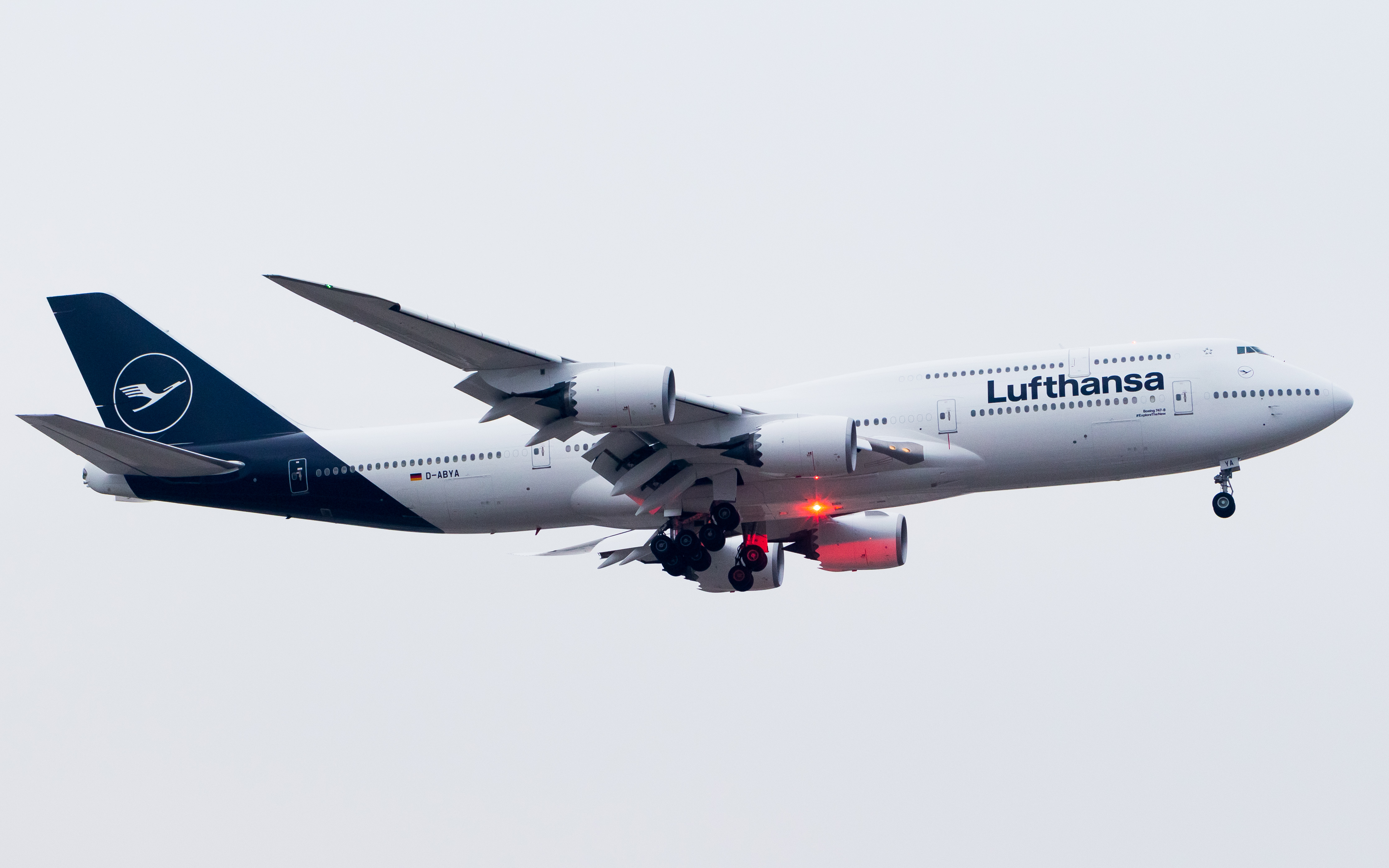
B747

Nos anos 1930, a aviação mundial teve que lidar com problemas mais comuns de um voo, como condições climáticas, baixa visibilidade do caminho, e pontualidade. Foram aprimoradas as condições das distâncias dos voos, já possuindo aeronaves com maior capacidade de cursos. A América do Sul e o Extremo Oriente já estavam sendo visados pela Lufthansa.
Com a guerra estourada na Europa e no mundo, a Lufthansa teve que servir ao governo, com voos de transportes e operações técnicas. O transporte de passageiros que estavam em países neutros, em relação à guerra, foi extremamente importante para a empresa poder continuar servindo, assim, empresários e diplomatas realizaram voos neste período. Mas em 1945, não se tinha outra opção a não ser suspender os serviços, bem como o uso do Aeroporto de Berlin-Tempelhof, por exemplo, graças ao malogro bélico alemão.
A Segunda Guerra Mundial estava perdendo seu efeito, mas a Guerra Fria vigorou nesta década. Acontecia de pilotos russos e alemães trabalharem juntos nos voos, mas a antiga capital do Reich não permitiu, intencionalmente por décadas, que esses pilotos estrangeiros passassem nos aeroportos de Berlim, Tempelhof e Tegel. Em consequência, a Lufthansa desenvolveu centros em Hamburgo, Colônia, e em Frankfurt am Main, porque teve de tirar sua sede de Berlim.

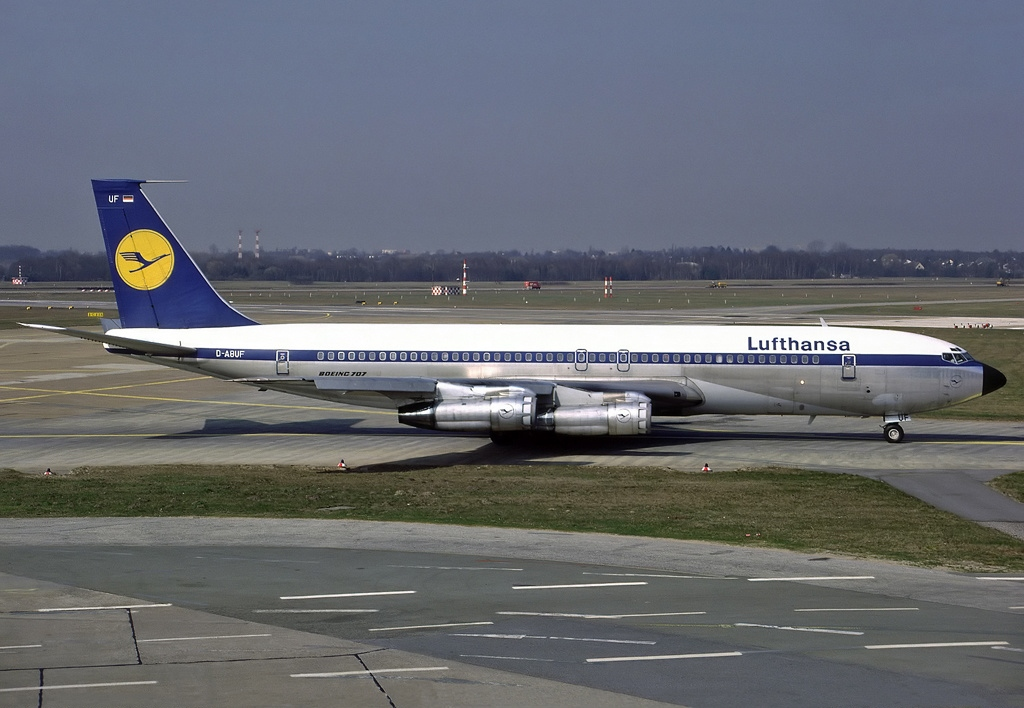
Boeing 707 da Lufthansa.

O mundo estava com uma crise política. A Lufthansa adquire novos aviões a jato com velocidade e capacidade superiores, reestruturando toda a frota usada nos cursos das linhas aéreas. Entre essas novas aeronaves, estavam os aviões do modelo 707 da Boeing, funcionais para viagens de longo curso. Com isso, as viagens passaram a ter menores intervalos. As tarifas, para trafegar nas linhas aéreas, foram diminuídas, principalmente nas linhas do Atlântico Norte.
Ainda com dificuldades internacionais, surge a Crise do Petróleo em 1973 e em 1979, que deixou as várias empresas do mundo todo, inclusive a Lufthansa, com a economia inferior. Isto foi ruim, pois o petróleo é indispensável nos voos das aeronaves, assim como a matéria-prima do querosene, cujo valor aumentou significantemente também. Os profissionais da empresa então tiveram de diminuir os gastos de certos produtos, e como esta empresa, uma quantidade fabricantes também teve de reduzir os gastos na produção. Contudo, a empresa conseguiu nesta década adquirir "Jumbos" Boeing 747, que são aeronaves de fuselagem larga, que começaram a atuar na empresa em 26 de abril de 1970.
A Alemanha Ocidental está agora junta com a Alemanha Oriental, com a queda do Muro de Berlim, voltando a sede para Berlim. As linhas aéreas já existiam em maior quantidade, e as escalas já funcionavam mais rapidamente, quando comparado aos anos 1970. Neste tempo, a empresa toma uma maior estrutura em sua relação com o meio ambiente e os funcionários.
A Crise de 1990 declinou a economia da empresa, podendo esta falir. A empresa, então, procurou buscar novas parcerias. Então, no dia 14 de maio de 1997, a Lufthansa se une a outras companhias aéreas, pela Star Alliance. E um pouco mais adiante, ainda em 1997, a empresa se privatiza.

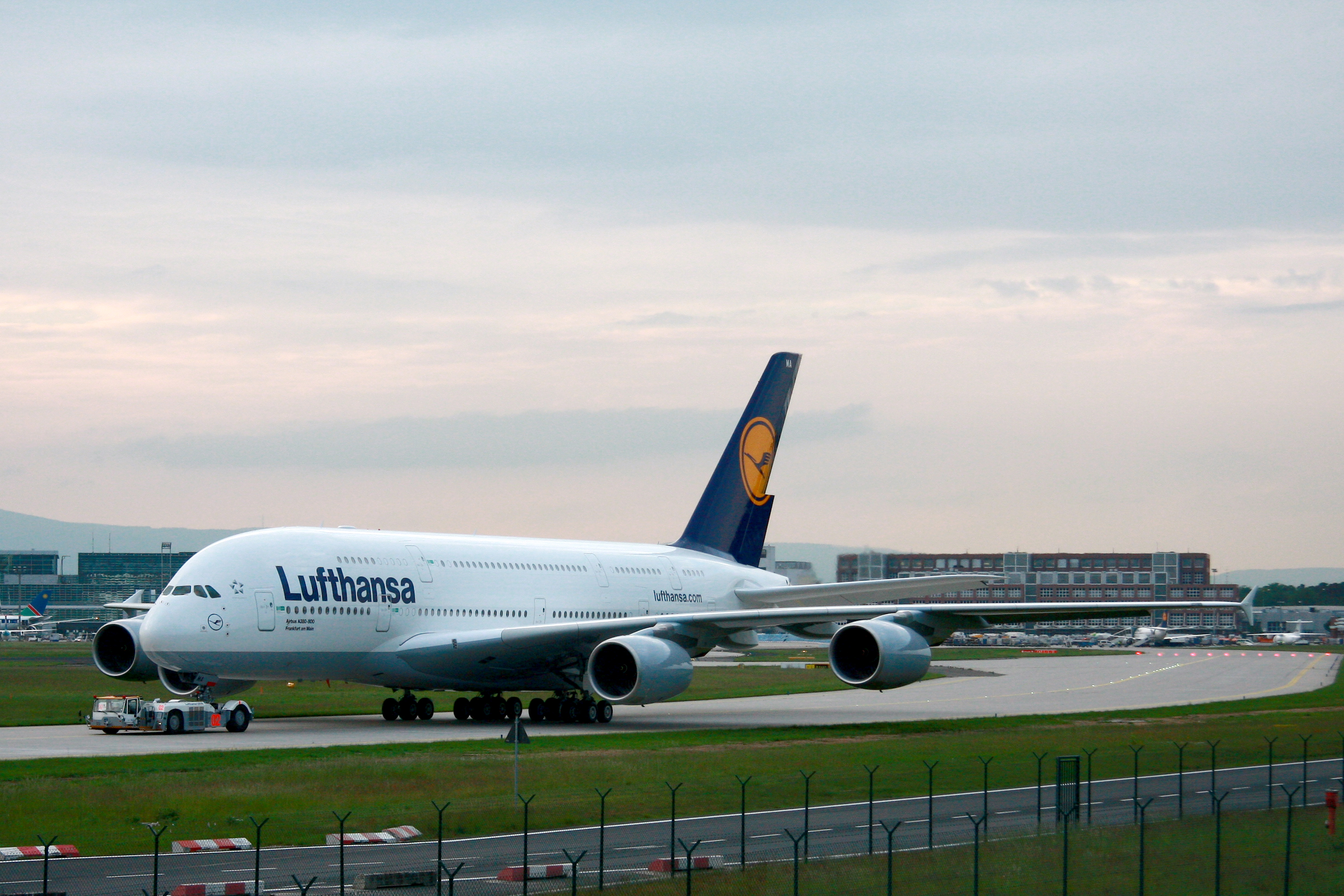
Primeiro Airbus A380, no Aeroporto de Frankfurt.

Desde 2000, a empresa fez várias encomendas de aeronaves para sua frota. Em 2001, quinze aeronaves Airbus A380 são adquiridos. De 2001 a 2005, a empresa se concentra em negócios regionais, e a Star Alliance cresce com novas companhias aéreas atuando nesta. Dentro das aeronaves, a Classe Executiva das aeronaves já oferecia aos clientes conexão com banda larga à Internet. Em 2005, a SWISS é integrada ao grupo Lufthansa, consolidando a Lufthansa entre as maiores companhias aérea da Europa. De 2006 a 2008, a empresa encomendou vinte aeronaves Boeing 747-8, sendo a primeira empresa que adquiriu estes. A empresa planejou o percurso, o hangar de manutenção, e a área terminal das aeronaves Airbus 380. A Lufthansa Cargo com a DHL Express, funda a AeroLogic, para aprimorar o serviço de carga aérea da Lufhansa. A Lufhansa e seus aliados pela Star Alliance, crescem a sua aliança comercial com outras empresas aliadas ao grupo, sendo até este período vinte e um membros no total.

## Destinos
- «Destinos da Lufthansa e parceiros»

## Frota
As principais aeronaves projetadas para longos, médios, e curtos cursos de viagens, são:
Longo curso

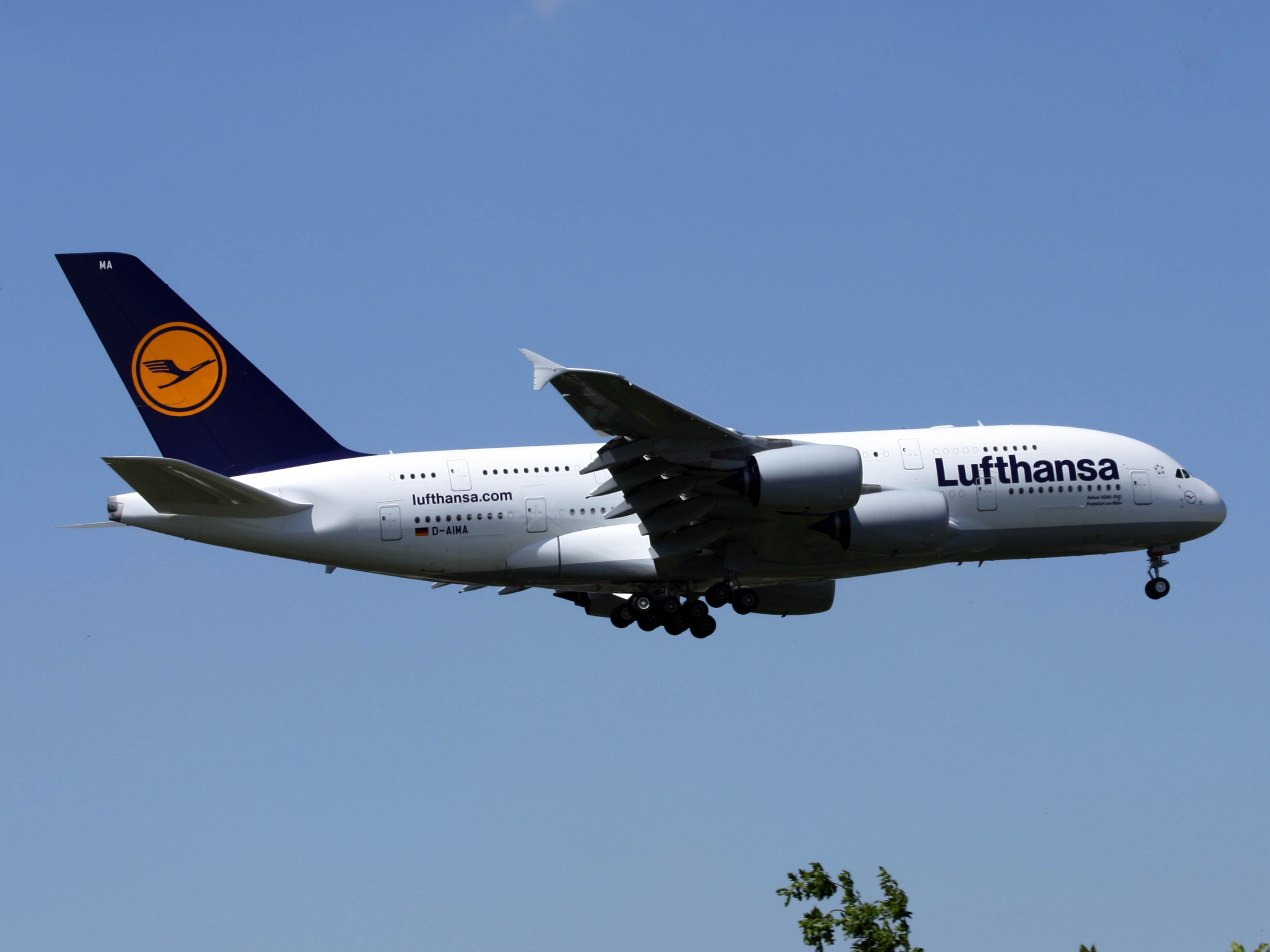
Airbus A380-800
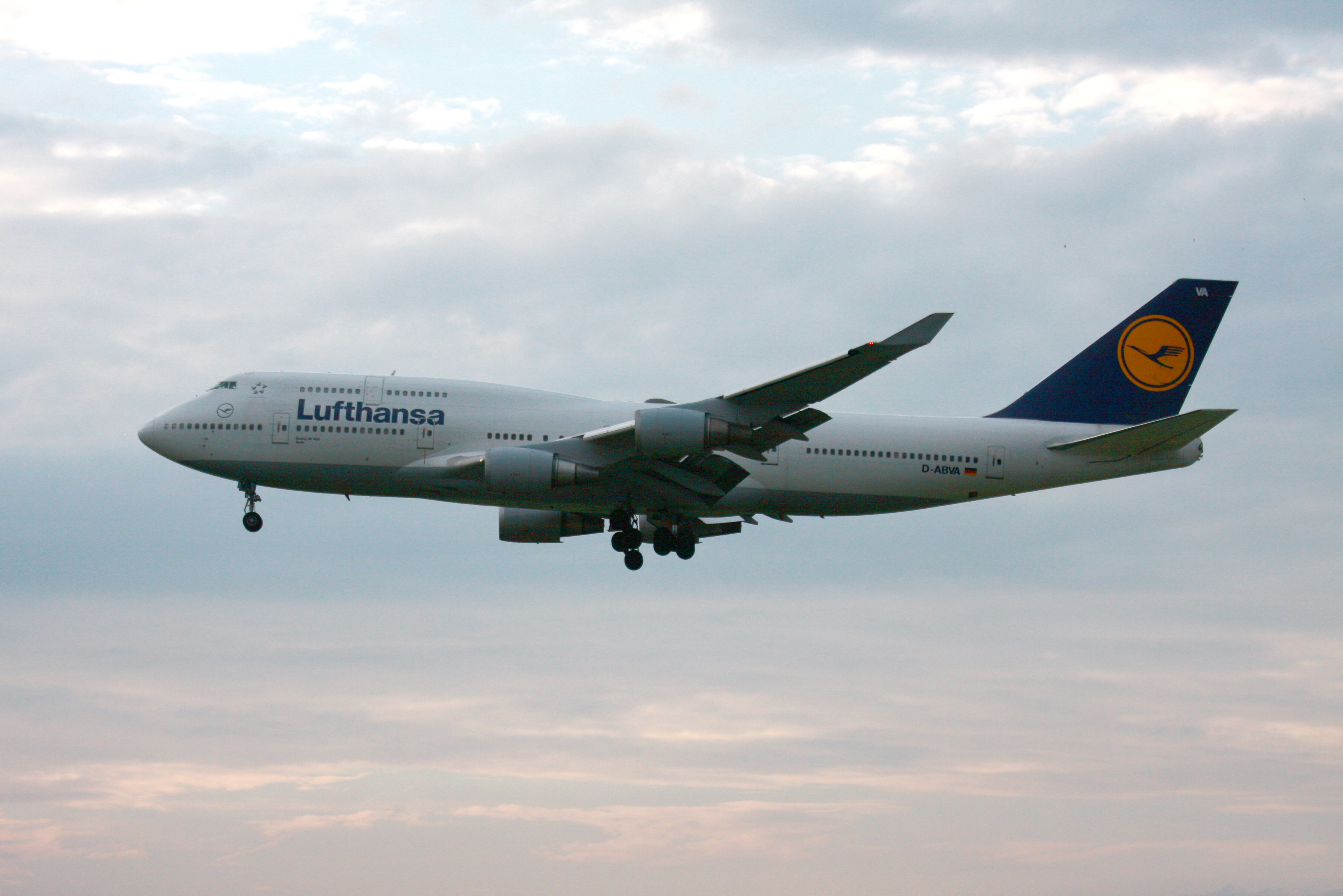
Boeing 747-400
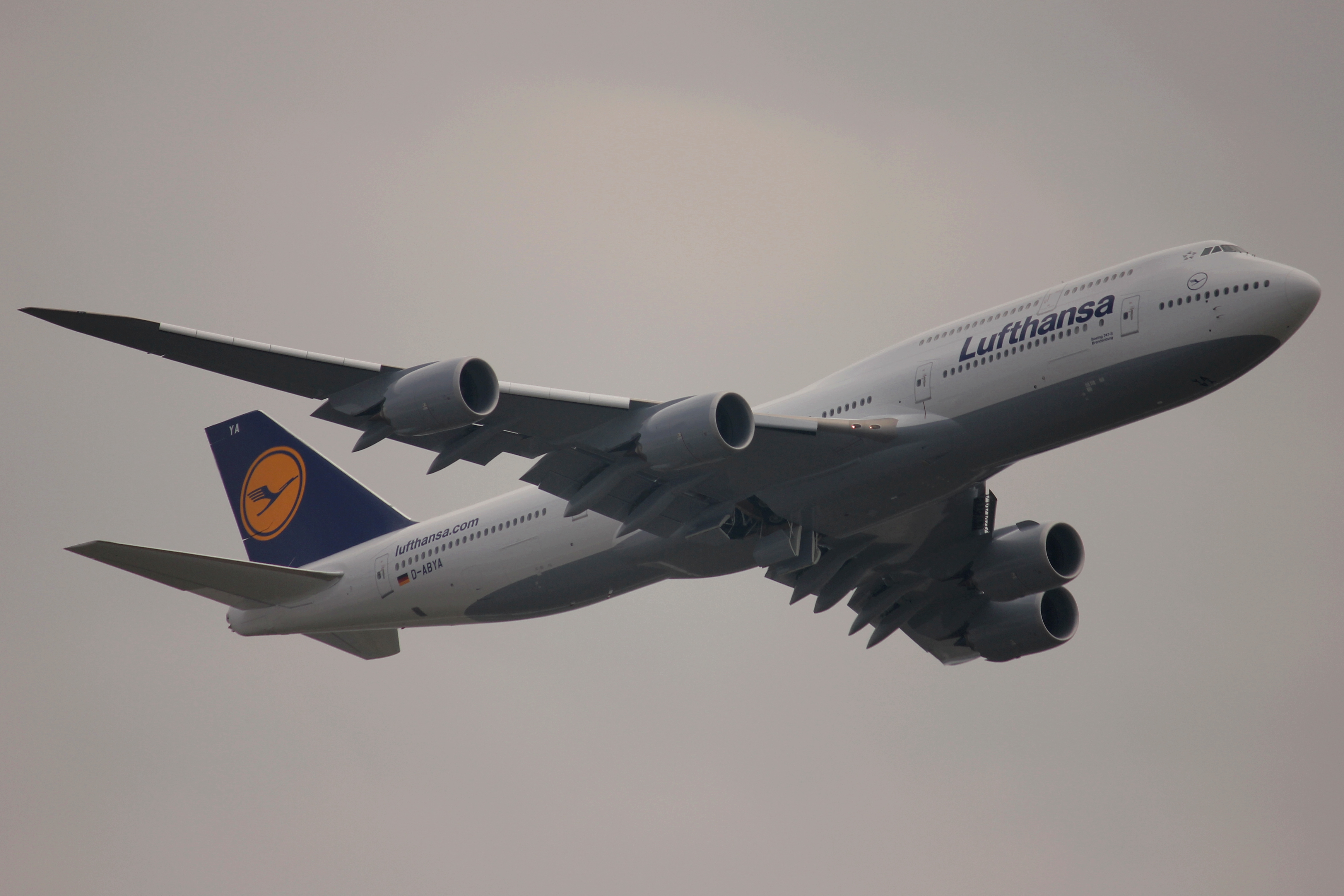
Boeing 747-8
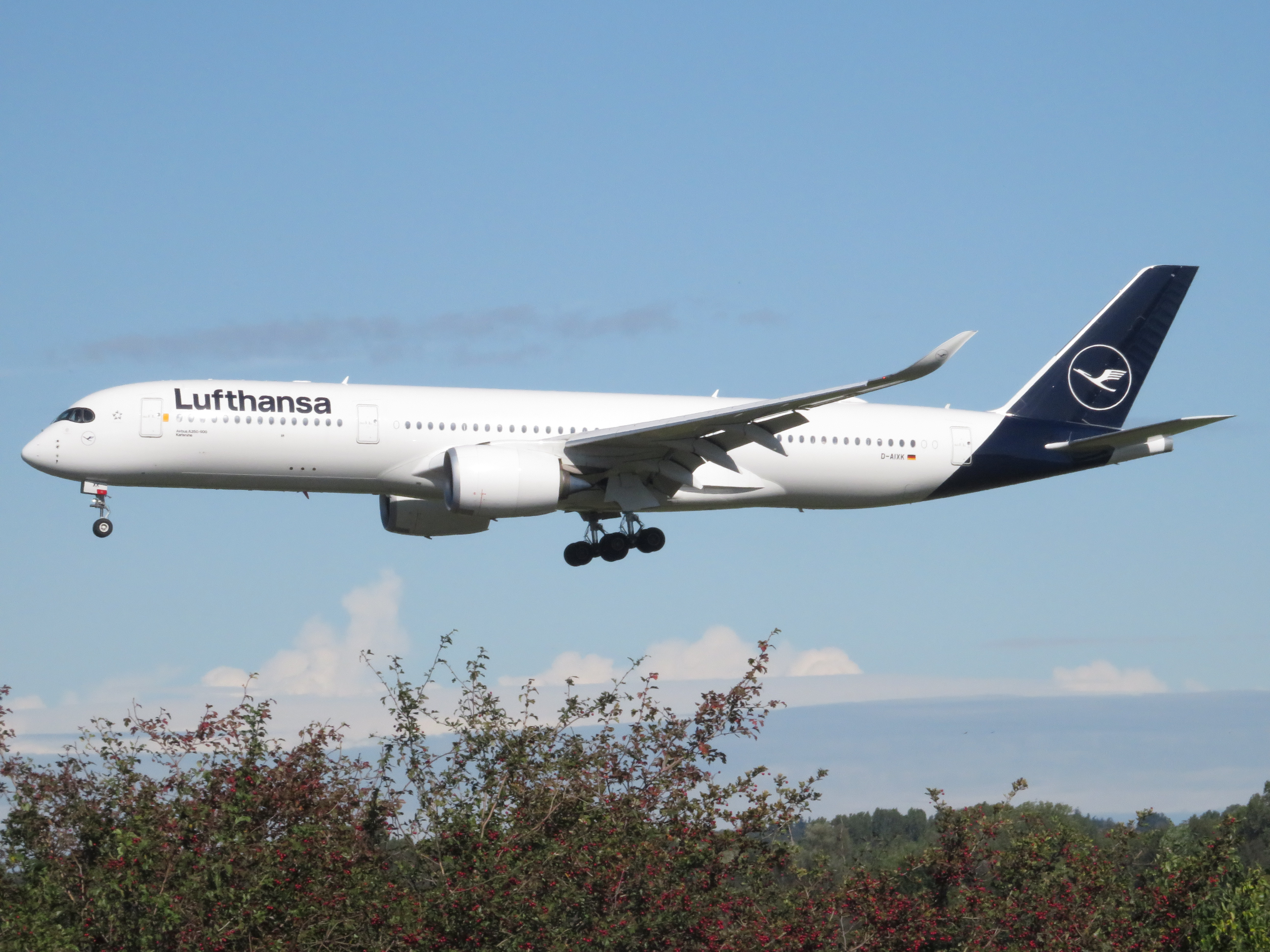
Airbus A350
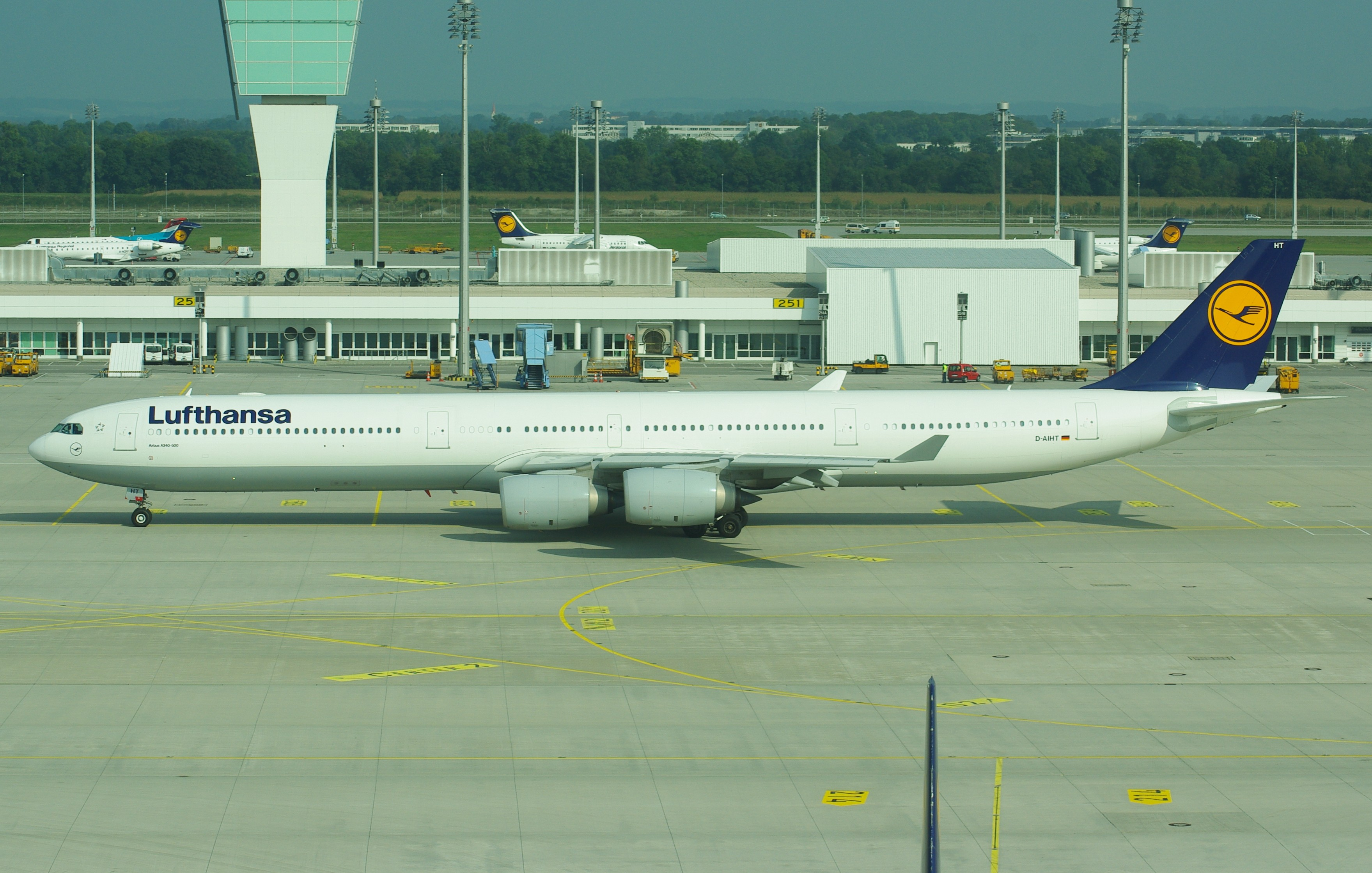
Airbus A340-600
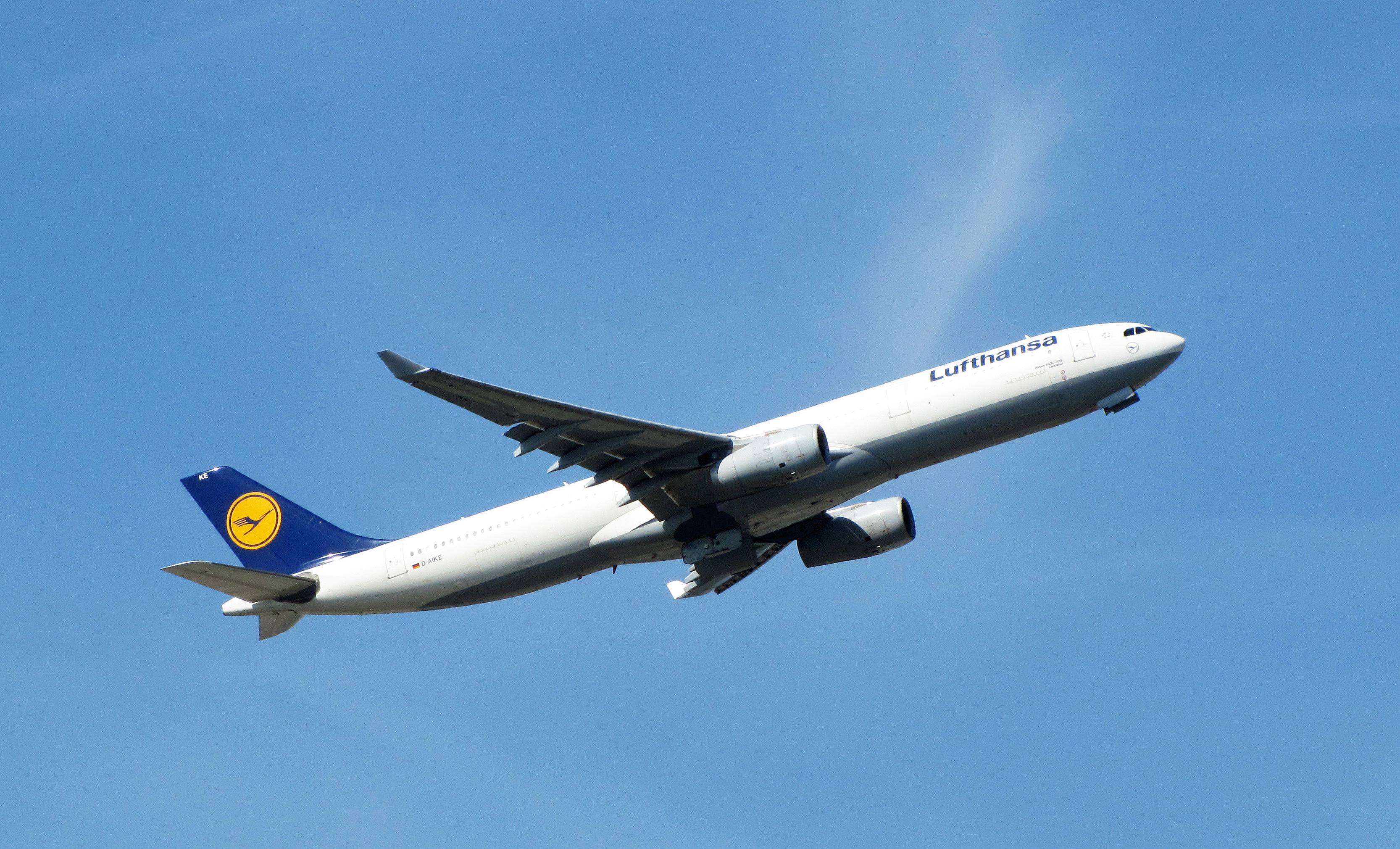
Airbus A330-300

Médio curso

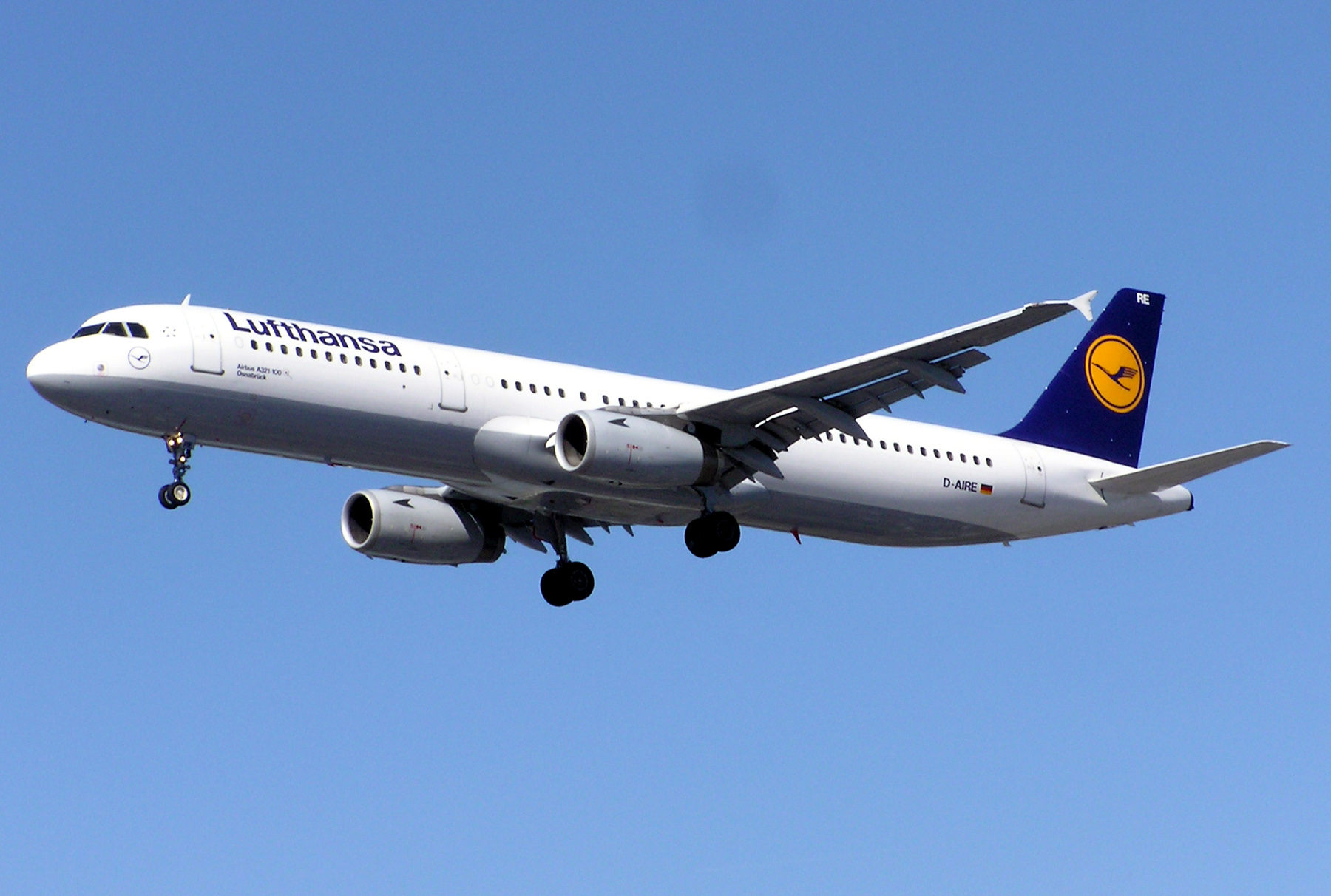
Airbus A321-100
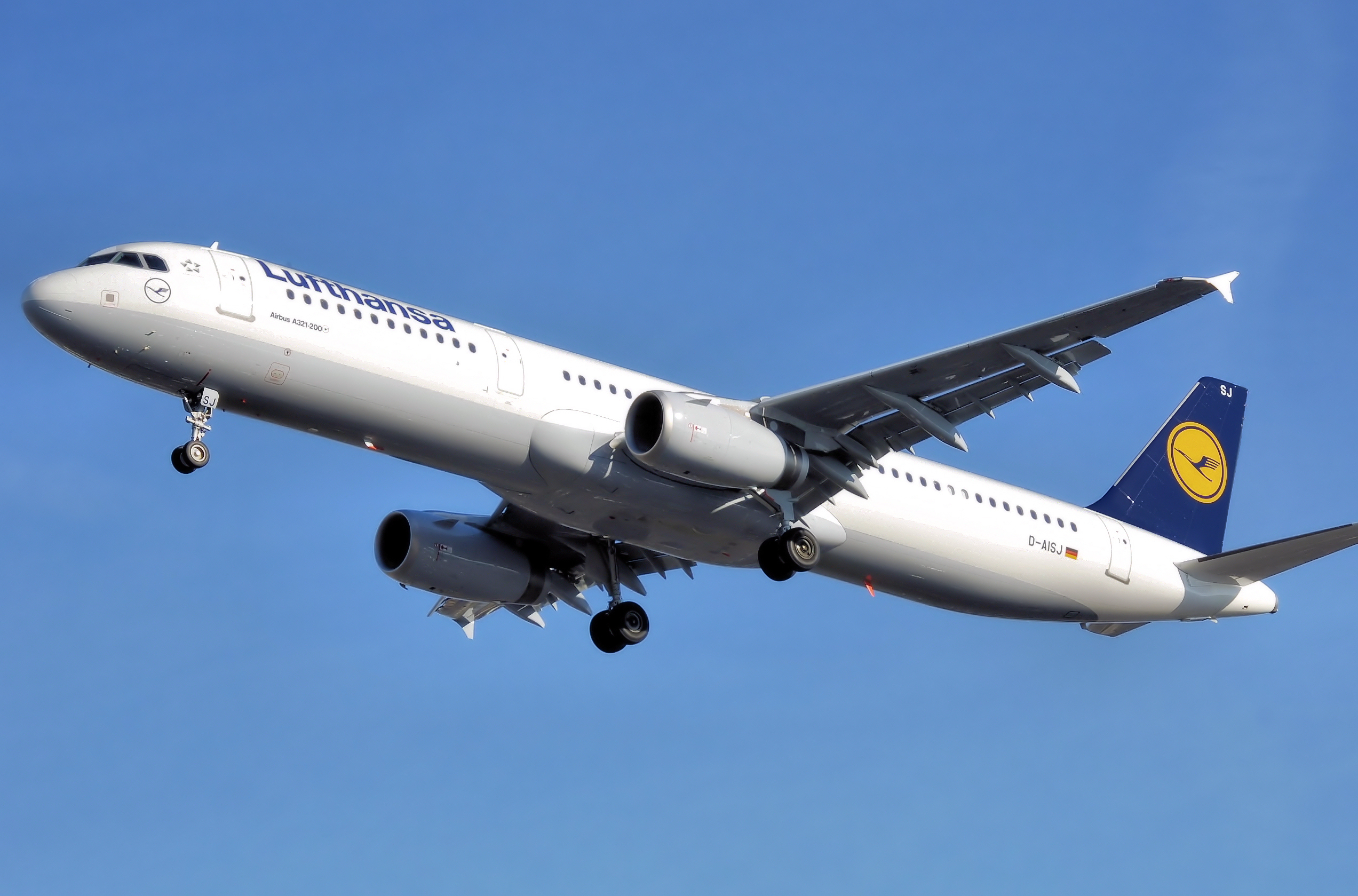
Airbus A321-200
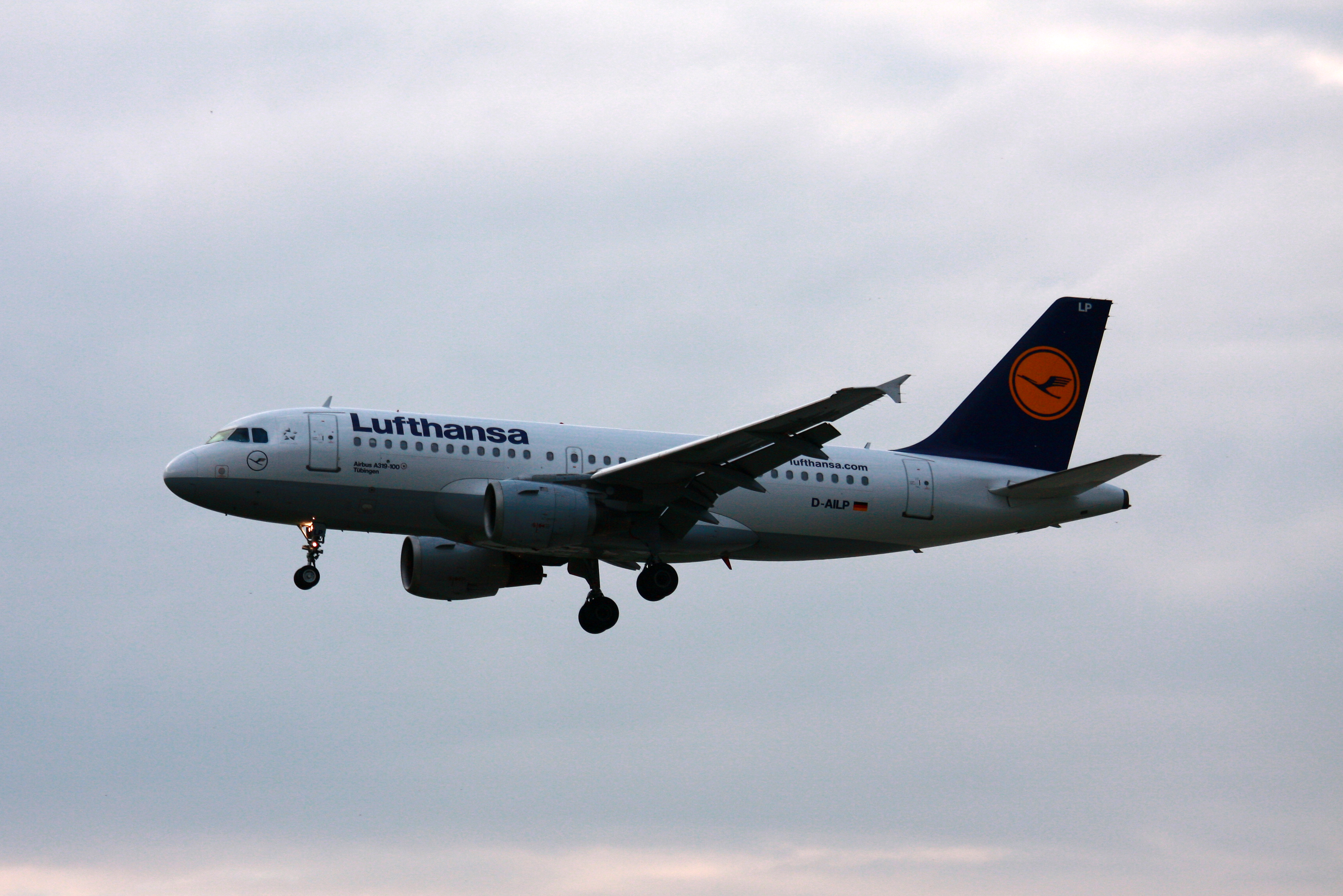
Airbus A319-100
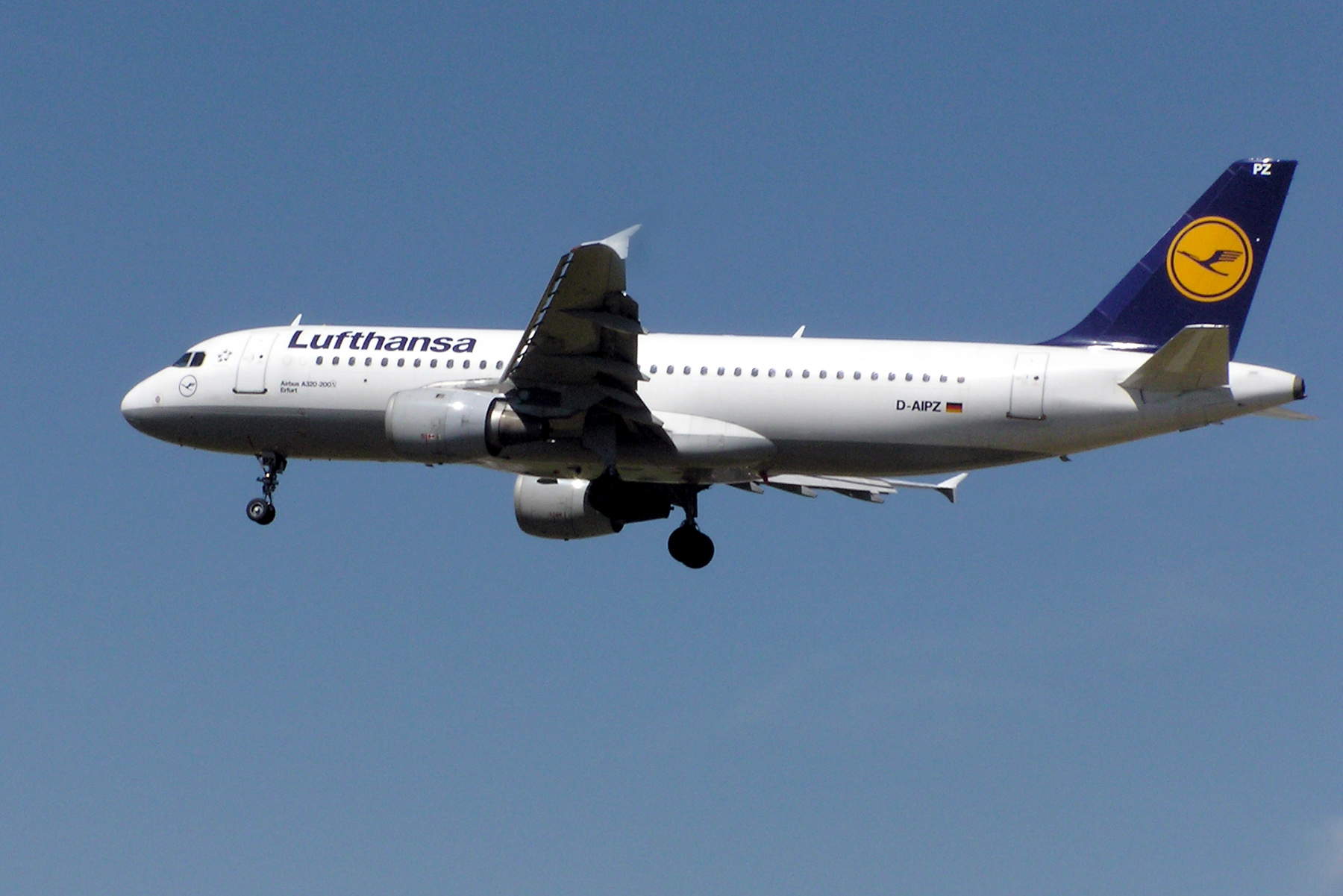
Airbus A320-200
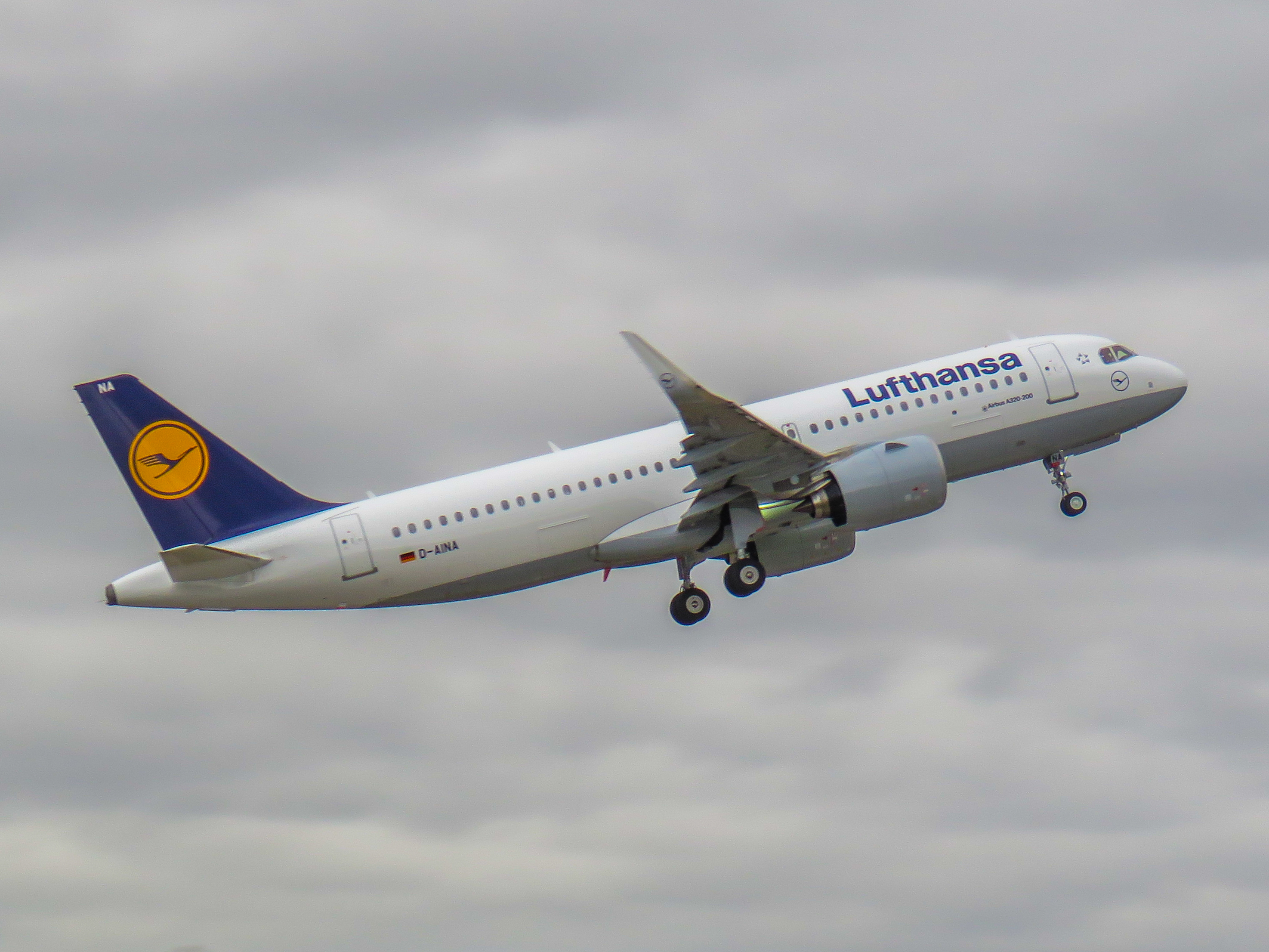
Airbus A320neo

Curto curso

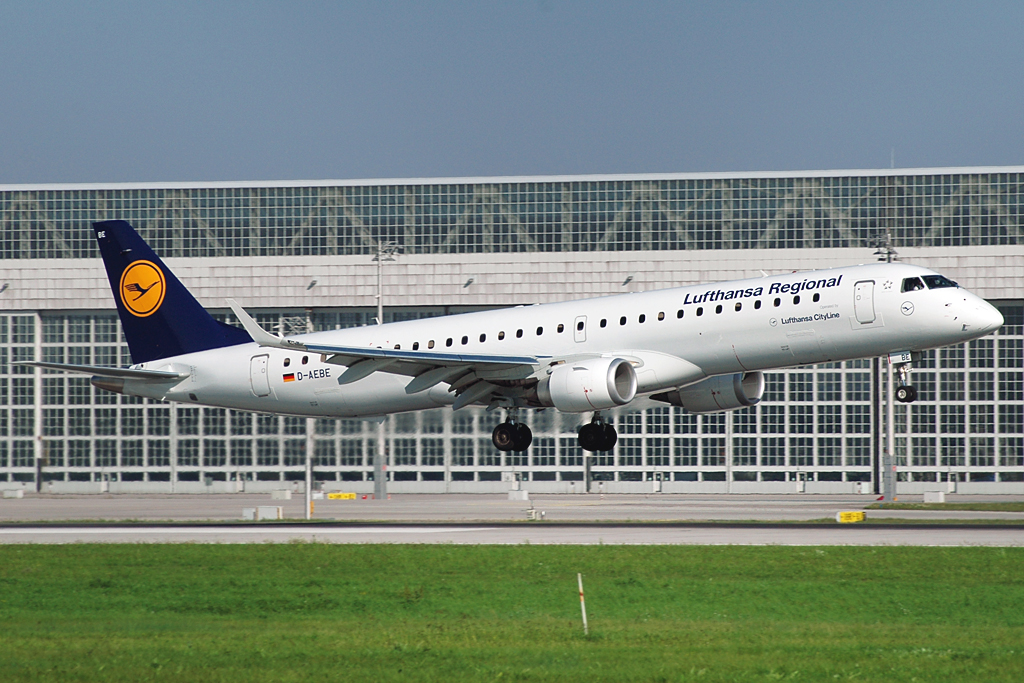
Embraer 195
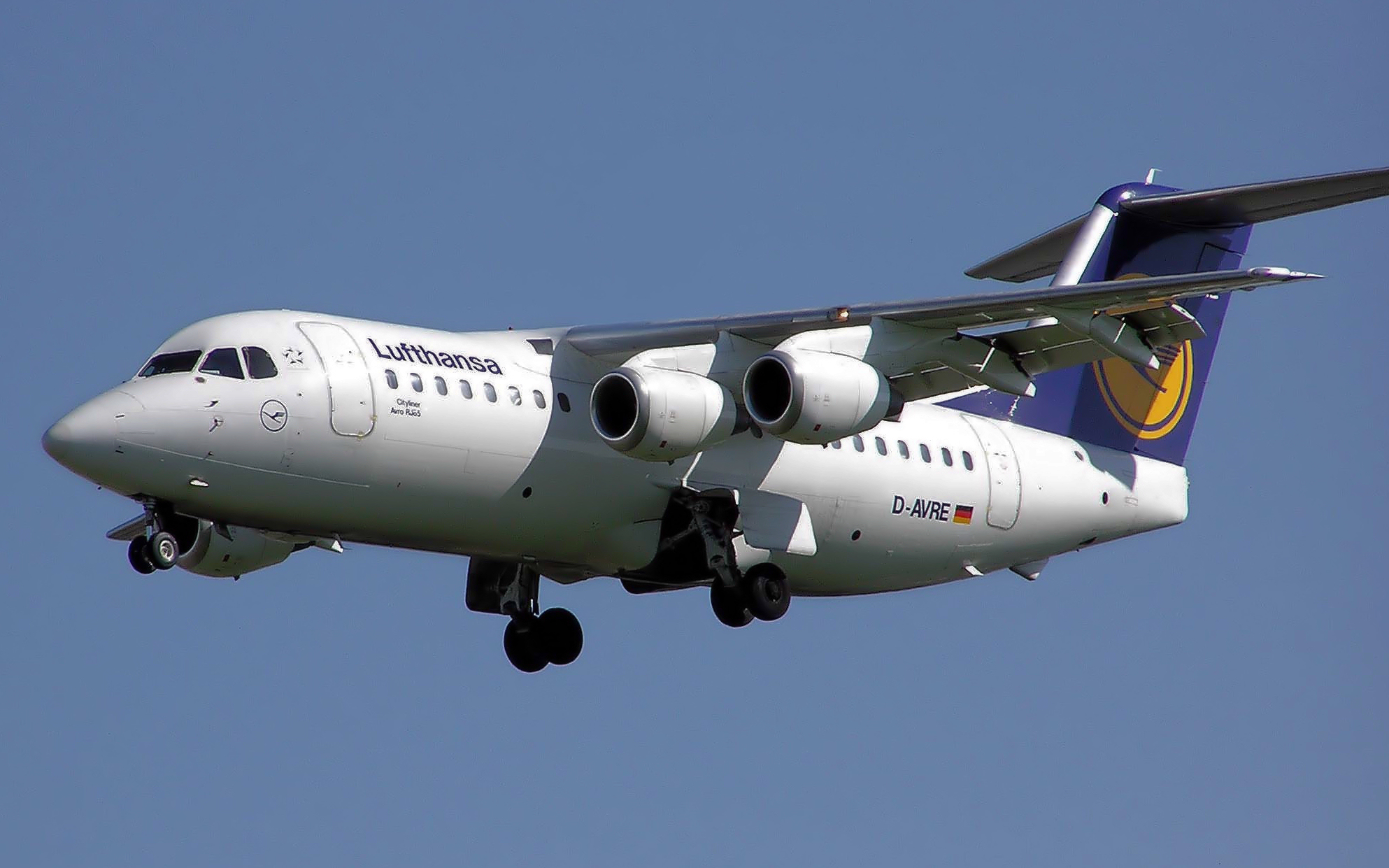
Avro RJ85 BAe 146
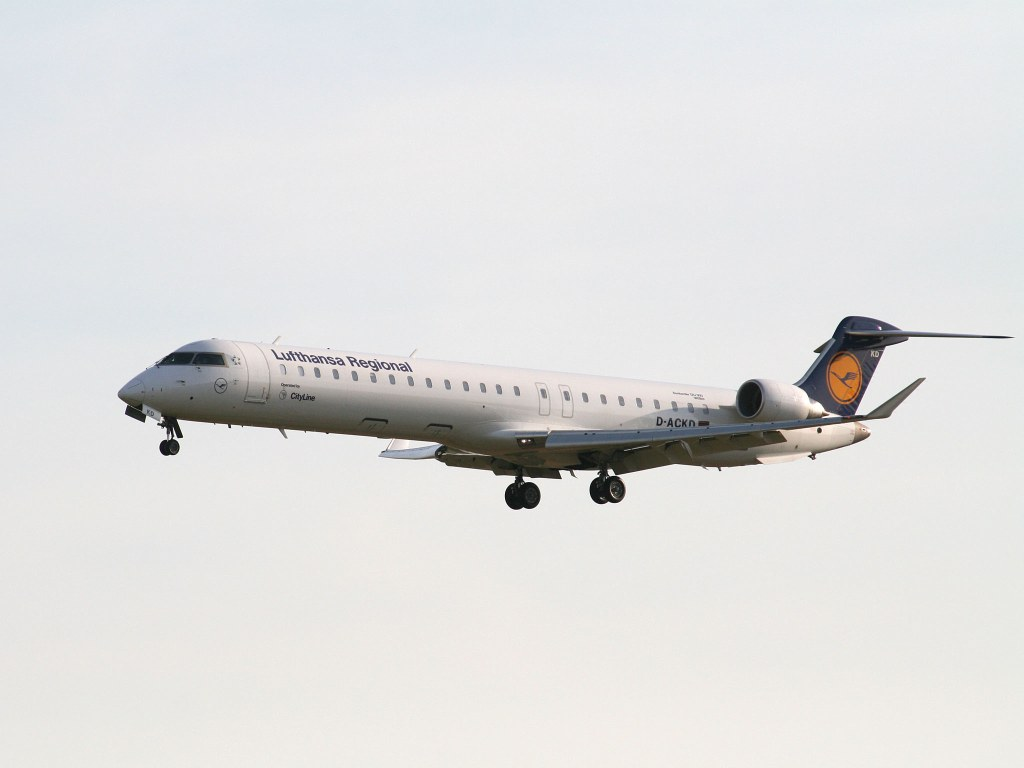
Bombardier CRJ900
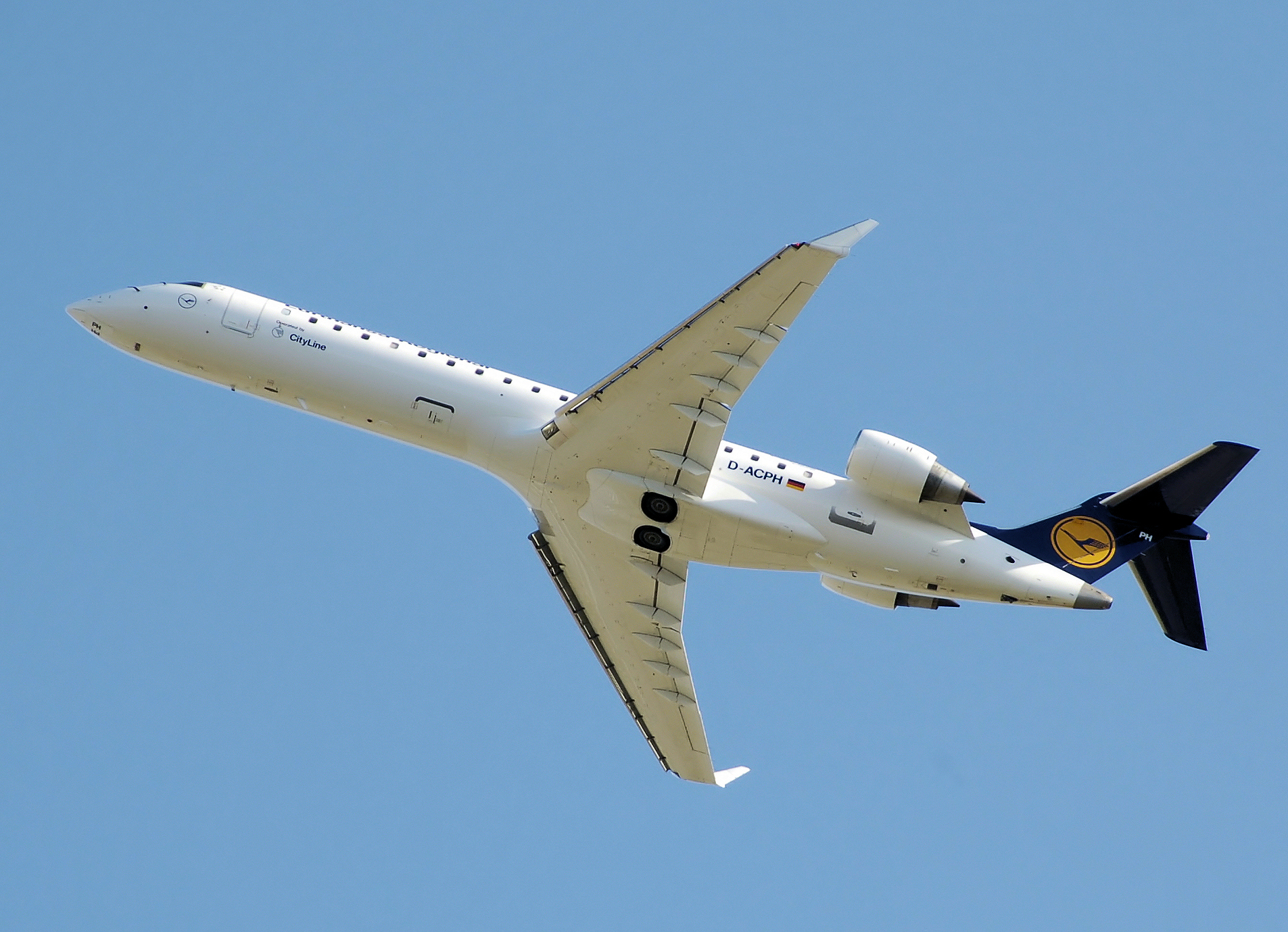
Bombardier CRJ700

## Descrição da empresa

Logotipo do Grupo Lufthansa

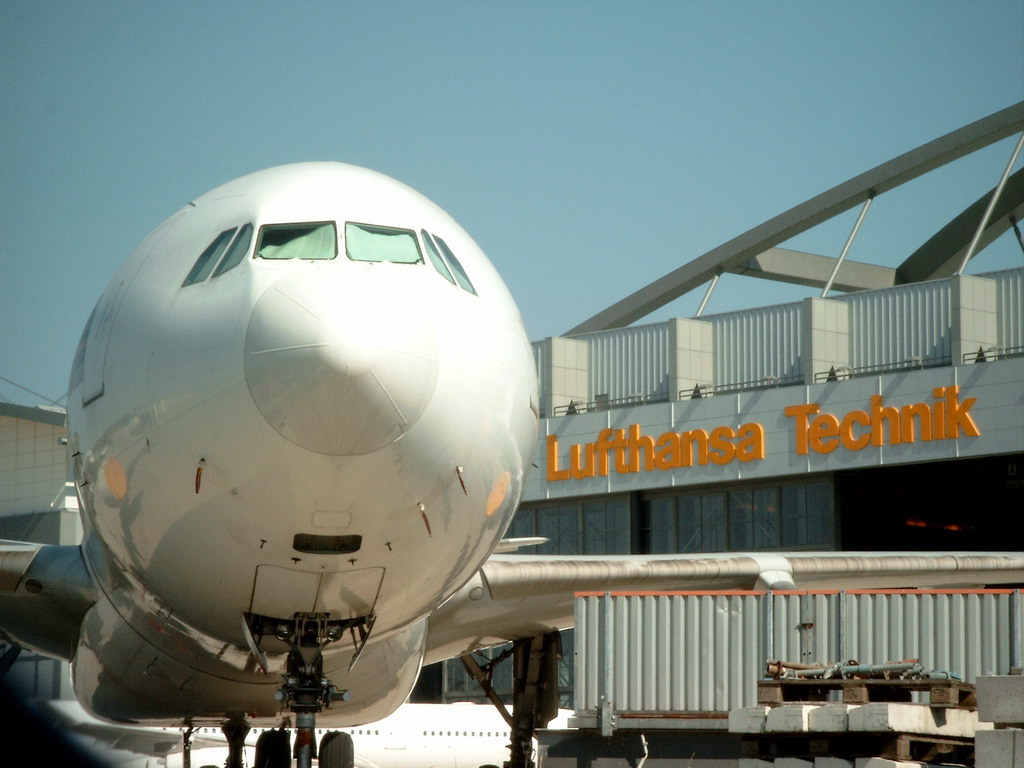
Airbus A340 antes das modificações feitas pela Lufthansa Technik, no Aeroporto de Fuhlsbüttel em Hamburgo.

O grupo Lufthansa inclui Germanwings, Eurowings, Austrian Airlines e Swiss International Airlines.

### Grupo Lufthansa
As companhias aéreas Lufthansa Passenger Airlines, Swiss International Air Lines e Austrian Airlines representam o core business do Grupo Lufthansa. A carteira de companhia aérea é complementado pelas aéreas de baixo custo Germanwings e Eurowings em investimentos na rede da companhia aérea belga Brussels Airlines e da companhia aérea charter turco-alemão SunExpress. O CEO da Lufthansa é Carsten Spohr, o presidente do Conselho Executivo e CEO das empresas como a SWISS e Austrian Airlines, é Wolfang Mayrhuber, que trabalha junto Stefan Lauer, o diretor do grupo das linhas aéreas e dos Recursos Humanos da empresa.
A Lufthansa atua como a empresa principal do grupo, com uma Comissão Executiva que reúne quatro membros. A Comissão Executiva está na gestão do grupo, trabalhando as estratégias para adquirir um crescimento sustentável. O Conselho de Supervisão determina quem estará na Comissão Executiva, vigiando as suas atividades dentro da comissão. As localidades oferecidas para as viagens de passageiros, bem como as segmentações da empresa, são individualmente responsáveis por seus resultados de negócios. Eles são controlados por seus próprios órgãos de fiscalização, em que os membros do Grupo Executivo do Conselho de Administração e o topo da administração estão representados. No grupo dos serviços feitos principalmente antes de os voos serem realizados, estão: Lufthansa Technik, LSG Skychefs, e os serviços financeiros. O CFO deste grupo é Stephan Gemkow.
Os dois grupos, e seus respectivos cabeças, estão subordinados ao Conselho Consultivo.

### Estratégia

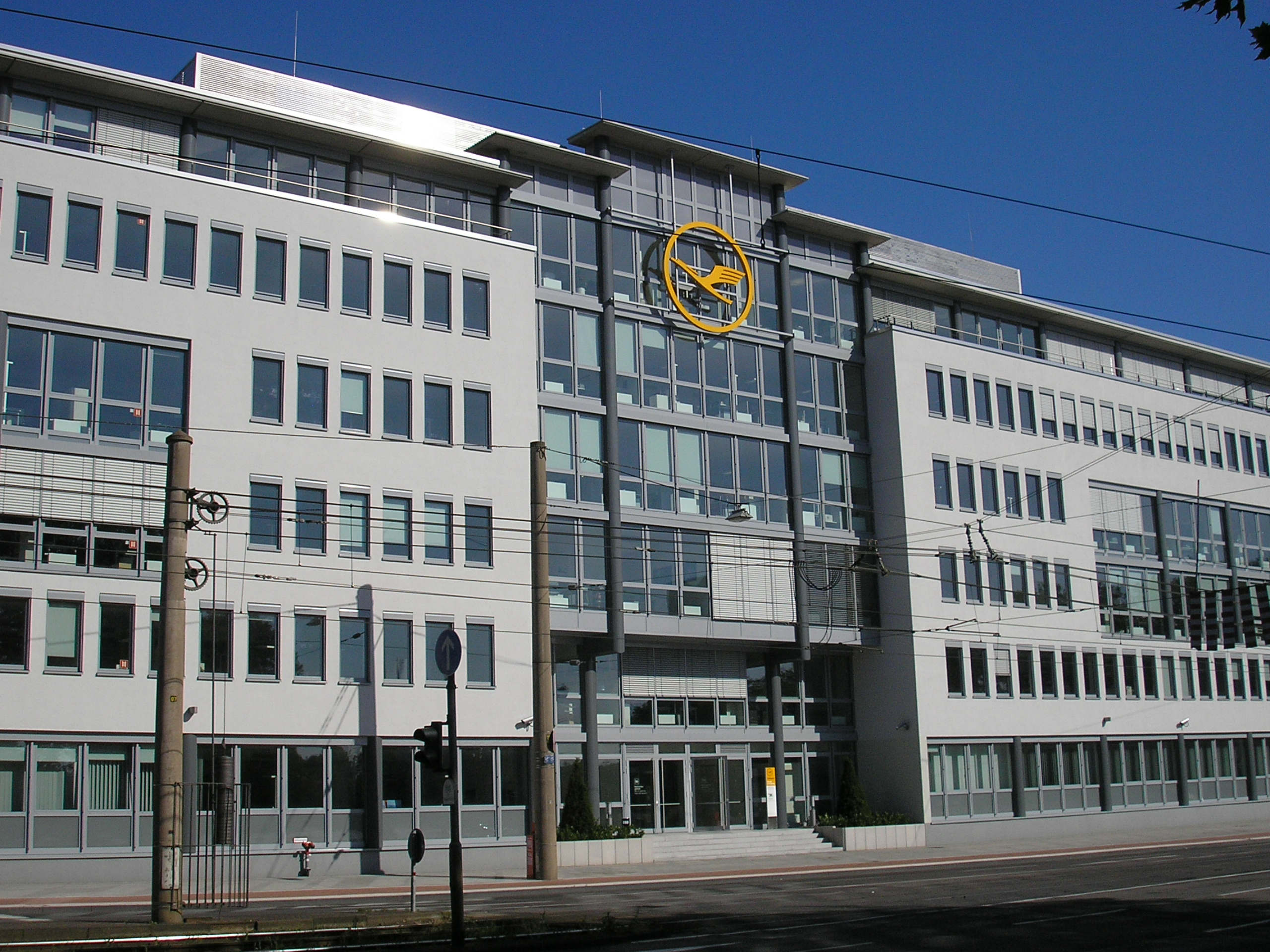
Sede da Lufthansa em Colônia

A respeito da estratégia, a empresa informa: 
| “ | A imagem da Lufthansa é um atributo da nossa qualidade e inovação, segurança e confiabilidade. Estamos bem posicionados estrategicamente, operacionalmente, e financeiramente, para negociar "altos e baixos" na economia. Nossa estratégia empresarial, é orientada para a criação de valor sustentável, e esta é expressa em nosso compromisso de valor ao acionista. Damos prioridade à rentabilidade e capacidade. | ” |
|   | — Grupo Lufthansa, . |   |

No final de 2012, o Grupo Lufthansa empregava cerca de cento e 117 000 pessoas, com € 30,1 bilhões na receita operacional.
De acordo com as orientações do grupo, a estratégia da Lufthansa tem como objetivo crescer com seus lucros, tendo a rentabilidade como prioridade, empenhando-se em valorizar o acionista, criando um valor sustentável baseado no transporte de passageiros.
Desde o final de 1999, a Lufthansa mantém seus princípios de gestão baseada em valores, nas orientações e acompanhamentos dos processos da empresa, com o objetivo de conseguir um aumento mantendo acordos de longo prazo com os investidores e os credores. A Lufthansa tem seu indicador de desempenho financeiro, o Valor Adicionado de Numerário, no qual este é baseado no retorno monetário dos investidores e credores, fornecendo informações a respeito do valor criado para estes clientes.
A empresa mantém os sistemas de gestão atualizados, para identificar riscos e oportunidades de negócios também, se concentrando na fase inicial de um eventual risco ou oportunidade. O sistema contra eventuais riscos é mantido inalterado, acreditando-se em um possível ganho com estes riscos.
A empresa se concentra nos negócios estratégicos do grupo das linhas aéreas de passageiros, manutenções, reparos, operações, logísticas, e ofertas de serviços de TI.

### Manutenção, reparo e operação

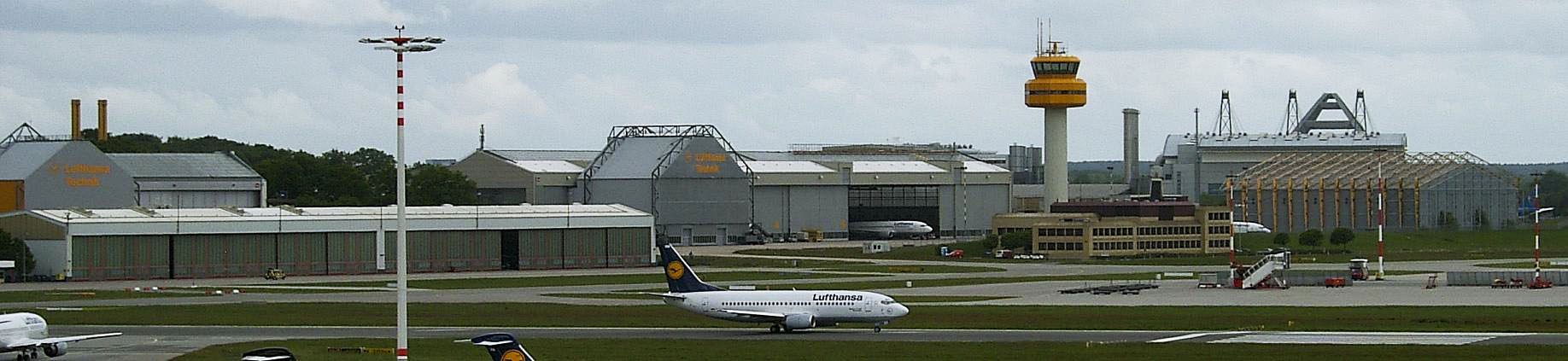
Lufthansa Technik em Hamburgo.

A subsidiária Lufthansa Technik, sediada em Hamburgo, é a responsável pela manutenção, reparo, operação, modificação, conservação, motores e outros recursos que atuam nas aeronaves para linhas aéreas de passageiros. A base em Hamburgo, desta subsidiária, foi expandida em 2009 para maior mobilidade das oficinas de inovação, reparo, e operação.

### Tecnologia

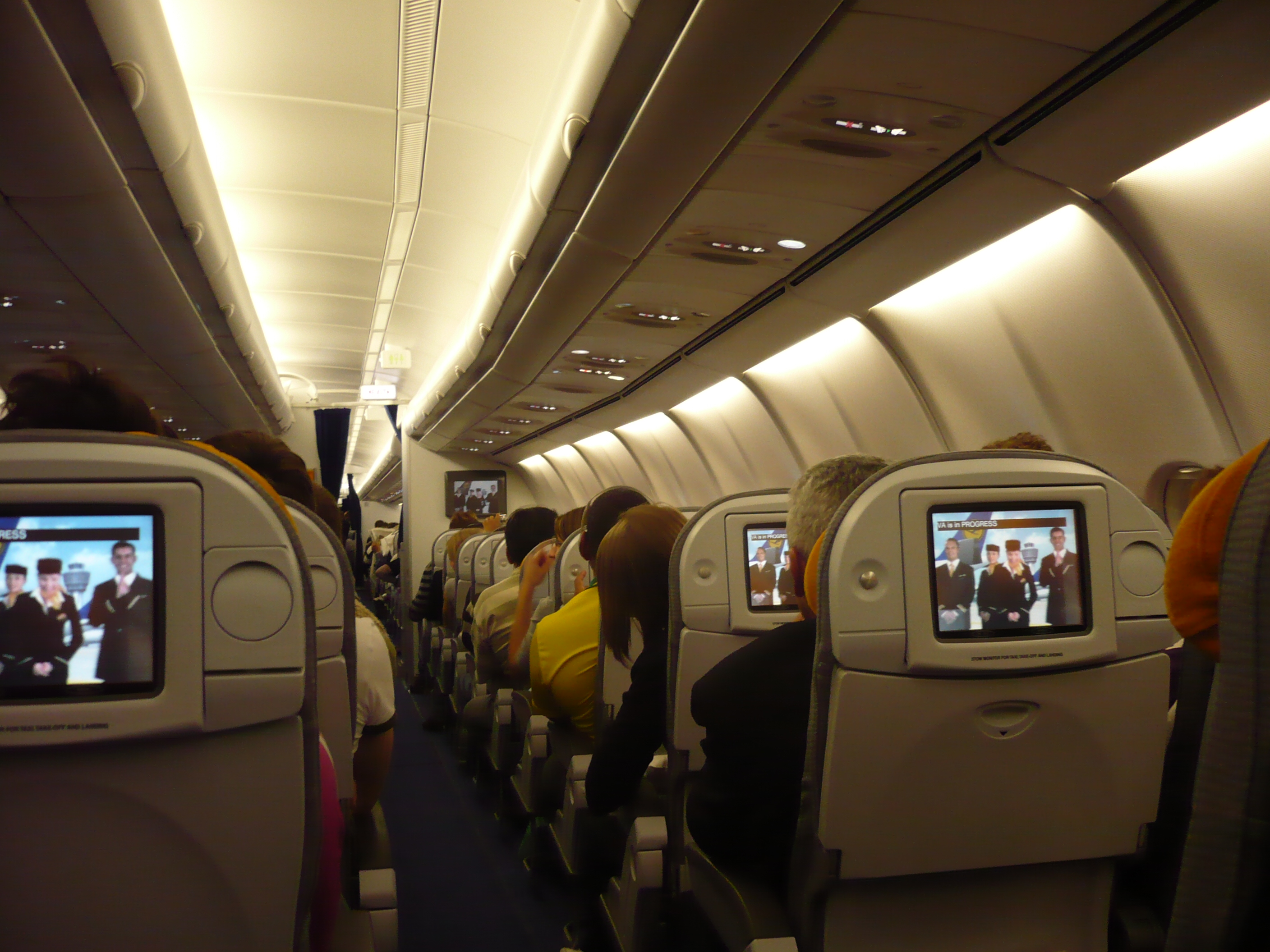
Monitores acoplados nas poltronas de um Airbus A340-600.

A subsIiária responsável pelos serviços de TI é a Lufthansa Systems, sediada em Kelsterbach. O serviço é equipado com vários equipamentos tecnológicos que visam aumentar o investimento do cliente nas operações solicitadas relacionadas com o serviço.
Embora outra subsidiária, o serviço está dentro dos serviços de carregamento, manutenção, e reparo. Todo este trabalho pode ser útil, para tornar menos complexa e agilizar a mobilidade e as necessidades dos clientes.

### Logística

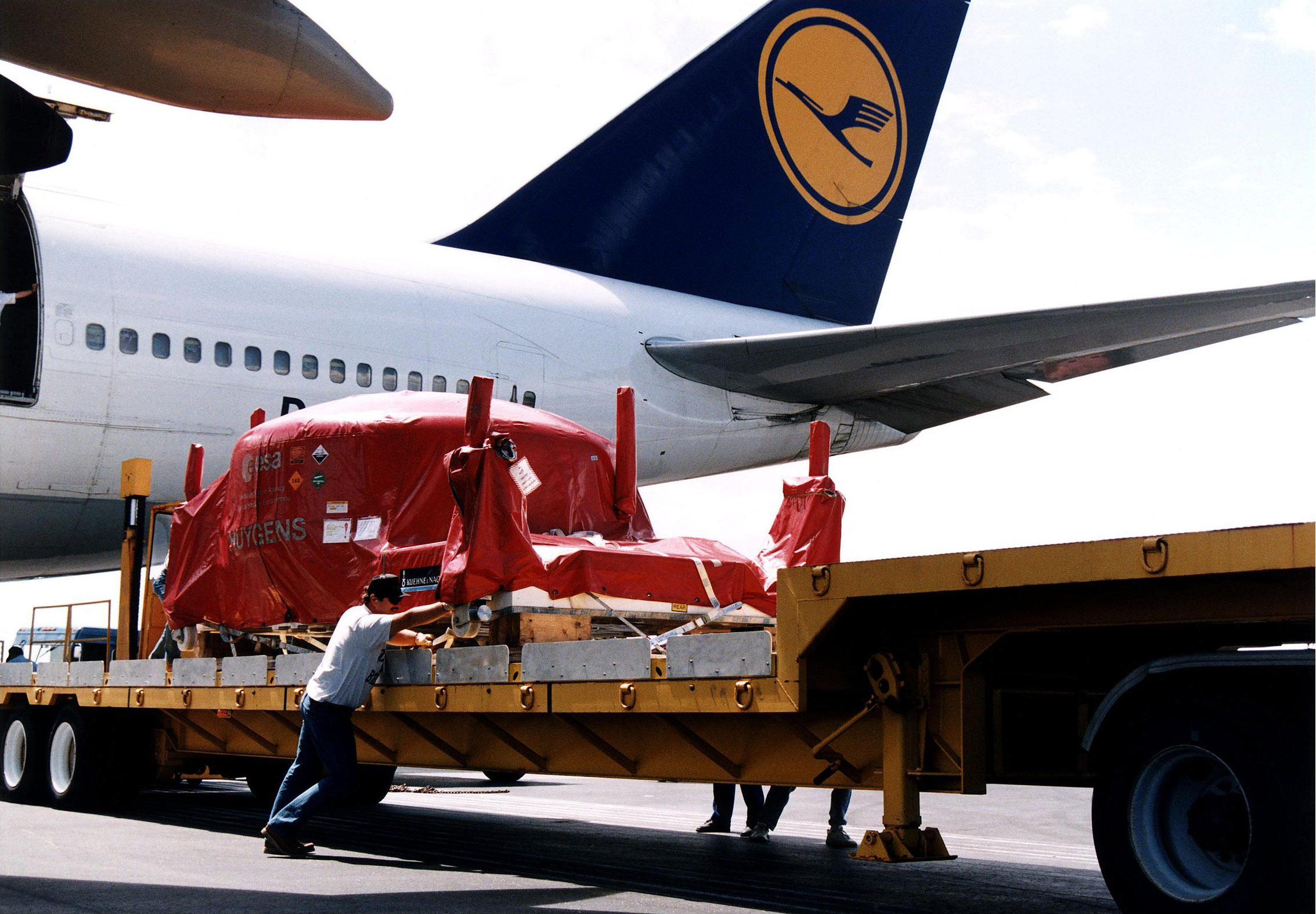
O trabalho de levar a carga, após seu desembarque

A Lufthansa Cargo é a logística do Grupo Lufthansa com a maior transportadora de carga via aérea do mundo, que conta com subsidiárias espalhadas pelo mundo.
O trabalho é realizado com padrões de segurança, que na maioria das vezes, são realizados com tempo programado para transportar e devolver as cargas, se responsabilizando por produtos mais usuais entre as pessoas, e também pelo menos, como produtos corporativos, etc.
Este serviço está disponível em vários destinos pelo mundo, contando com cargueiros próprios, capacidades das aeronaves para carregar as cargas, e serviços rodoviários. As maiores cargas desembarcadas pelo serviço, ocorrem em Frankfurt am Main. Somente este serviço, totalizou 1,9 bilhões de euros em 2009, transportando cerca de uma tonelada e meia, com quatro mil e quinhentos funcionários pelo mundo.

## Acidentes e incidentes
- Em 1959, Voo Lufthansa 502
- Em 1966, Voo Lufthansa 5
- Em 1974, Voo Lufthansa 540
- Em 1979, Voo Lufthansa 527
- Em 1993, Voo Lufthansa 2904